# WrestleMania XIX
WrestleMania XIX var den 19. udgave af pay-per-view-showet WrestleMania, og den første produceret af World Wrestling Entertainment. Det fandt sted 30. marts 2003 fra Safeco Field i Seattle, Washington, USA, hvor der var 54.097 tilskuere fra alle USAs 50 stater og adskillige lande verden rundt. 
Showets main event var en VM-titelkamp mellem den regerende verdensmester Kurt Angle og Brock Lesnar om WWE Championship. Der var tidligere på programmet også en anden VM-titelkamp om WWE's World Heavyweight Championship mellem Triple H og Booker T. Derudover var der bl.a. også en kamp mellem The Rock og Steve Austin, samt en kamp mellem Hulk Hogan og Vince McMahon. 
Den officille sponsor var Snickers, og den officielle temasang var Limp Bizkits Crack Addict, som bandet spilled live under showet. Limp Bizkit spillede også Rollin' (Air Raid Vehicle), mens The Undertaker gik op mod ringen. 

## Resultater
- WWE Cruiserweight Championship: Matt Hardy besejrede Rey Mysterio
- The Undertaker besejrede A-Train og Big Show i en Handicap Match
- WWE Women's Championship: Trish Stratus besejrede "Jazz" og "Victoria" i en Triple Threat Match
- WWE Tag Team Championship: Shelton Benjamin og Charlie Haas besejrede Los Guerreros (Eddie Guerrero og Chavo Guerrero), og Chris Benoit og Rhyno i en Triple Threat Match
- Shawn Michaels besejrede Chris Jericho
- World Heavyweight Championship: Triple H besejrede Booker T
- Hulk Hogan besejrede Mr. McMahon i en Street Fight
- The Rock besejrede Steve Austin
- WWE Championship: Brock Lesnar besejrede Kurt Angle
  - Brock Lesnar vandt dermed VM-titlen fra Kurt Angle.